# Dubljany
Dubljany (ukrainsk: Дубляни; polsk: Dublany) er en by i Lviv rajon, Lviv oblast (region) i Ukraine og en forstad til Lviv (7 km væk). Den hører til Lviv urban hromada, en af hromadaerne i Ukraine. I 2021 havde byen  9.793 indbyggere.
Byen ligger i den nordlige del af Lviv og byens vigtigste vartegn er Agraruniversitetet, som blev oprettet den 9. januar 1856 af Halych Economic Society  under Anden Polske Republik, da Dubliany som landsby var en del af Lwow Voivodeship som Dublany Agricultural Academy med det eneste eksisterende polsksproget landbrugsakademi. I 1919 blev akademiet en del af Lviv Polytekniske læreanstalt som dets landbrugs- og skovbrugsafdeling. I 1930-33 studerede man i Dubliany Stepan Bandera og på grund af dette eksisterer der på universitetet et Bandera-mindermærkemuseum.